# 僕のアイドロイド
『僕のアイドロイド』（ぼくのアイドロイド）は、瀬口たかひろによる日本の漫画。スクウェア・エニックスの『ヤングガンガン』2008年24・2009年1合併号から2009年3号まで連載、その後『増刊ヤングガンガン』に移籍Vol.05から連載していた。

## 登場人物
莱智（らいち）
主人公の少年。アンドロイドであるイチゴを起動させてしまったため、イチゴのマネージャーになることになった。
イチゴ
『アイドル計画』のために莱智の父によって開発されたアンドロイド。

## 単行本
1. ISBN 978-4-7575-3010-2（2010年9月25日）